# Bengt Belfrage
Bengt Erik Belfrage, född 10 maj 1930 i Söderhamns församling i Gävleborgs län, svensk valthornist. 
Bengt Belfrage är son till läkaren John Belfrage och Ingeborg f Edqvist samt farbror till Henrik Belfrage. Efter examen från Kungl. Musikhögskolan fick han 1953 engagemang vid Stockholmsoperan och hos Berlinerfilharmonikerna som solohornist 1962-1964. Han har vidare varit solohornist i Hovkapellet och i Berlinfilharmonin. Han är ledamot av Kungliga Musikaliska Akademien.
Han har varit lektor och professor vid Kungl. Musikhögskolan.